# أبوت لويل كامينغز
أبوت لويل كامينغز (بالإنجليزية: Abbott Lowell Cummings)‏ هو مؤرخ أمريكي، ولد في 14 مارس 1923، وتوفي في 29 مايو 2017.